# Jo Ramírez
Joaquín Ramírez Fernández (Ciudad de México; 20 de agosto de 1941), más conocido como Jo Ramírez, es un exmecánico mexicano que trabajó en varios equipos de automovilismo. Desde 1984 hasta 2001 fue el coordinador del equipo McLaren de Fórmula 1, incluso durante la rivalidad entre Alain Prost y Ayrton Senna a finales de la década de 1980 en donde tomó una posición neutral.

## Trayectoria

### Primeros años
Ramírez el tercero de una familia de ocho hijos nació en la Ciudad de México y estudió ingeniería mecánica en la Universidad Nacional Autónoma de México (UNAM) de la Cd. de México. Contrario a los deseos de su padre dejó los estudios en 1961 para seguir a su amigo Ricardo Rodríguez quien fue a competir a Europa. Cuando Ricardo falleció durante las prácticas del Gran Premio de México de 1962, Jo tomó el trabajo de mecánico en Maserati y después en la nueva línea de autos de alto rendimiento de Lamborghini. Ramírez habla español, inglés, italiano y portugués.

### Fórmula 1
Durante las décadas de 1960 y 1970 Ramírez trabajó para varios equipos de F1, como AAR Eagle de Dan Gurney, Tyrrell, donde su fundador Ken Tyrrell le aconsejó que llevara un diario de su estancia en el deporte de motor, y para Wilson y Emerson Fittipaldi en su equipo Copersucar.
En diciembre de 1983 Ramírez se unió a las operaciones de McLaren en la Fórmula 1 como coordinador de equipo. Llegó a ser amigo cercano de muchos grandes pilotos como Alain Prost, Ayrton Senna †, François Cevert †, Jackie Stewart, Mika Häkkinen y David Coulthard.
Estadísticas de Jo Ramírez
- 479 grandes premios en los que participó.
- 116 triunfos obtenidos grandes premios de F1.[5]
- 10 campeonatos mundiales de pilotos F1: 1973, 1984, 1985, 1986, 1988, 1989, 1990, 1991 y 1998.
- 5 campeones de F1 con quienes colaboró para ganar para títulos del mundo: Jackie Stewart (1), Niki Lauda (1), Alain Prost (3), Ayrton Senna (3) y Mika Häkkinen (2).
- 7 campeonatos mundiales de constructores F1 (McLaren): 1984, 1985, 1988, 1989, 1990, 1991 y 1998.
- 8 equipos de F1: Ferrari, AAR Eagle, Tyrrell, Fittipaldi-Copersucar, Shadow, ATS, Theodore y McLaren.
- 1 campeonato mundial de autos sport y prototipos (JW-Porsche): 1971.
- 1 campeón mundial de Sport Prototipos: Pedro Rodríguez † y Jackie Oliver.
- 4 equipos de Sport Prototipos: Ferrari, Maserati, Ford y JW-Porsche.

† Piloto fallecido en competición.

### Después de Fórmula 1
En 2001, después de 40 años Ramírez se retira del Gran Circo y Ron Dennis, director de McLaren, le aconsejó que no escribiera la historia de su vida ya que a nadie le interesaría, tal vez queriéndole decir que no revelara detalles indeseables acerca de las líneas internas de trabajo. Como regalo de despedida de la F1 Coulthard y Häkkinen le obsequiaron una Harley-Davidson Road King.
En 2005 Ramírez publicó sus memorias en un libro llamado "Jo Ramírez: Mi vida en la Fórmula Uno". ("Memoirs of a Racing Man") para el interés de muchos aficionados de la Fórmula 1.
Durante la temporada 2010 de Fórmula 1 apoyó los comentarios de la F1 para la televisión del principado de Asturias TPA, la televisión autonómica propia de la autonomía donde nació Fernando Alonso.
Durante las temporadas de F1 Ramírez colabora con el periódico mexicano Reforma.
Jo fue gran apoyo e inspiración para talentos como Adrián Fernández, Salvador Durán, Checo Pérez y Esteban Gutiérrez, aunque durante 2013 y 2014 ha hecho comentarios muy negativos sobre Sergio Pérez, motivado porque este último no lo contrató como Agente de Relaciones Públicas como Ramírez esperaba que sucediera.

### Carrera Panamericana
En los últimos años Jo ha participado en la Carrera Panamericana, incluido el cuarto lugar de la categoría Historic A+ del 2010 a bordo de un Volvo P-1800.
En la edición del 2012 Jo y su navegante Alberto Cruz suben al podio con un tercer lugar de la categoría Historic A+ de 2,000 cc. Ramírez conduce su Volvo P-1800 de la Escudería Telmex y concluyen en el 50a. posición absoluta con un tiempo de 05h.55m.3.1s.

## Leyenda de la Fórmula 1
En febrero del 2021 la prestigiosa revista italiana Autosprint que concede sus premios anuales para destacar la trayectoria de reconocidas personalidades del deporte motor en su última edición han decidido destacar a Jo Ramírez en la categoría Leyenda de la Fórmula 1 2020.
El ex coordinador de McLaren mexicano recibe este reconocimiento con agradecimiento:

Desgraciadamente, por la maldita Covid-19, la ceremonia será virtual y no me podrán invitar a Bolonia para recibir el trofeo. Normalmente las leyendas ya están muertas, pero ésta es una leyenda vivita y coleando. Me da mucho gusto compartirlo con ustedes. Tengan cuidado con la covid-19 y tengan una temporada estupenda

.

## Libros escritos por Jo Ramírez
- Jo Ramirez: Memoirs of a Racing Man (en inglés). Haynes Publishing. ISBN 1844252388.
- Jo Ramirez: Mi Vida En La Formula Uno. ISBN 970-770-261-3.

Ramírez también ha escrito el prólogo de algunos libros como: Los Hermanos Rodríguez,. 2006 y La Carrera Panamericana: "The World's Greatest Road Race!",. 2008.